# Kosei Wakimoto
Kosei Wakimoto (født 8. januar 1994) er en japansk fodboldspiller, som spiller for den japanske fodboldklub Kataller Toyama.